# Paul Nicklen
Paul Nicklen (Tisdale, Saskatchewan, Canadá, 21 de julho de 1968) é um aclamado fotógrafo, cineasta, autor e biólogo marinho canadense.
Em meados dos anos setenta, a família de Paul - composta por seus pais, um professor e mecânico, e seu irmão - mudou-se para a pequena cidade inuíte da Ilha de Baffin, no Círculo Polar Ártico do Canadá. A família Nicklen era uma das três famílias não inuítes da região. A ilha em que ele cresceu não tinha acesso a televisão, rádio ou telefones celulares, forçando Paul a apreciar mais profundamente a natureza de seu entorno e aprender habilidades cruciais para sobreviver às temperaturas árticas.[carece de fontes?]
Foi esse estilo de vida sozinho que lançou Paul Nicklen para a carreira que ele segue hoje. Nicklen afirma ter sempre sentido uma "profunda conexão com a natureza" e desenvolvido uma consciência "dos padrões da vida selvagem ao seu redor". Por volta dos vinte anos, ele começou a estudar biologia marinha na Universidade de Vitória. Foi nessa época que a ideia de fotografar a vida selvagem com a qual ele cresceu surgiu. Nicklen prosseguiu com essa ideia em uma tentativa de "preencher a lacuna entre a ciência e as pessoas, usando o poder da narrativa visual."